# Чемпіонат світу з академічного веслування 2022
Чемпіонат світу з академічного веслування 2022 відбувся з 18 по 25 вересня 2022 року в Рачице, Чехія.

## Медальний залік
*   Країна-господарка ( Чехія)
| Місце               | Країна              | Золото | Срібло | Бронза | Загалом |
| ------------------- | ------------------- | ------ | ------ | ------ | ------- |
| 1                   | Велика Британія     | 7      | 1      | 4      | 12      |
| 2                   | Італія              | 5      | 3      | 1      | 9       |
| 3                   | Румунія             | 4      | 0      | 0      | 4       |
| 4                   | Нідерланди          | 2      | 8      | 1      | 11      |
| 5                   | Франція             | 2      | 1      | 2      | 5       |
| 6                   | Україна             | 2      | 0      | 5      | 7       |
| 7                   | Ірландія            | 2      | 0      | 2      | 4       |
| 8                   | Німеччина           | 1      | 1      | 3      | 5       |
| 9                   | Нова Зеландія       | 1      | 1      | 1      | 3       |
| 10                  | КНР                 | 1      | 1      | 0      | 2       |
| 10                  | Польща              | 1      | 1      | 0      | 2       |
| 12                  | Норвегія            | 1      | 0      | 0      | 1       |
| 13                  | Австралія           | 0      | 4      | 4      | 8       |
| 14                  | США                 | 0      | 2      | 1      | 3       |
| 15                  | Іспанія             | 0      | 2      | 0      | 2       |
| 16                  | Бразилія            | 0      | 1      | 0      | 1       |
| 16                  | Греція              | 0      | 1      | 0      | 1       |
| 16                  | Угорщина            | 0      | 1      | 0      | 1       |
| 19                  | Канада              | 0      | 0      | 1      | 1       |
| 19                  | Словенія            | 0      | 0      | 1      | 1       |
| 19                  | Чехія*              | 0      | 0      | 1      | 1       |
| Загалом (21 збірна) | Загалом (21 збірна) | 29     | 28     | 27     | 84      |

## Результати

### Чоловіки
| Дистанція      | Золото | Золото        | Срібло | Срібло        | Бронза | Бронза        |
| Відкрита вага  | Відкрита вага | Відкрита вага | Відкрита вага | Відкрита вага | Відкрита вага | Відкрита вага |
| -------------- | --- | ------------- | --- | ------------- | --- | ------------- |
| Парні одиночки | Олівер Цайдлер Німеччина | 6:48.67       | Мелвін Твеллар Нідерланди | 6:50.12       | Грем Томас Велика Британія | 6:51.44       |
| Парні двійки   | Франція Уго Бушерон Маттьє Андродіас | 6:09.34       | Іспанія Родріго Конде Алейс Гарсія | 6:10.52       | Австралія Девід Бартолот Кейлеб Антілл                                                                                             | 6:11.92       |
| Парні четвірки | Польща Домінік Чая Матеуш Біскуп Мірослав Зентарський Фабіан Баранський                                                                       | 5:40.08       | Велика Британія Гаррі Ліск Джордж Борн Меттью Хейвуд Том Баррас                                                                                   | 5:40.97       | Італія Ніколо Каруччі Андреа Паніцца Лука К'юменто Джакомо Джентілі                                                                | 5:42.14       |
| Двійки         | Румунія Маріус Козмюк Серджіу Бежан | 6:28.06       | Іспанія Хайме Каналехо Хав'єр Гарсія | 6:29.27       | Велика Британія Олівер Вінне-Гріффіт Томас Джордж                                                                                  | 6:30.86       |
| Четвірки       | Велика Британія Вілліям Стюарт Сем Нанн Девід Амблер Фредді Девідсон                                                                          | 5:48.29       | Австралія Александер Парнелл Спенсер Таррін Джек Гарґрівз Джозеф О'браєн                                                                          | 5:50.48       | Нідерланди Ралф Рінкс Рубен Кнаб Сандер де Грааф Рік Ріенкс                                                                        | 5:51.85       |
| Вісімки        | Велика Британія Рорі Ґіббс Морґан Болдінґ Девід Бевіке-Коплей Шолто Карнеґі Чарльз Елвз Томас Діґбі Джеймс Рудкін Томас Форд Гаррі Брайтмор c | 5:24.41       | Нідерланди Нікі ван Спренг Леннарт ван Лієроп Абе Вірсма Якоб ван де Керкгоф Мікель Ментел Мік Маккер Гуус Моллі Гійом Кромменхук Діувке Феттер c | 5:25.52       | Австралія Рохан Лавері Ніколас Левері Генрі Юл Бен Канхем Ангус Віддікомб Сем Гарді Вільям О'шаннессі Джексон Кенч Кендалл Броді c | 5:27.72       |
| Легка вага     | |               | |               | |               |
| Парні одиночки | Габріель Соарес Італія | 7:03.40       | Антоніос Папаконстантіну Греція | 7:05.42       | Райко Хрват Словенія | 7:08.66       |
| Парні двійки   | Ірландія Фінтан Маккарті Пол О'Донован | 6:16.46       | Італія П'єтро Рута Стефано Оппо | 6:19.11       | Україна Станіслав Ковальов Ігор Хмара                                                                                              | 6:19.53       |
| Парні четвірки | Італія Антоніо Вісіно Алессандро Бенцоні Нілс Торре Патрік Рочек                                                                              | 5:56.66       | КНР Сун Мань Чень Сенсен Джіань Ксюке Ма Юле | 5:59.27       | Німеччина Йоганнес Урспрунг Сімон Клуйтер Фабіо Кресс Йоахім Агне                                                                  | 5:59.47       |
| Двійки         | Італія Алессандро Дуранте Джованні Фікара | 6:47.69       | Угорщина Бенце Сабо Калман Фурко | 6:51.49       | Чехія Іржі Копач Мілан Віктора | 6:51.64       |

### Жінки
| Дистанція      | Золото | Золото        | Срібло | Срібло           | Бронза | Бронза           |
| Відкрита вага  | Відкрита вага | Відкрита вага | Відкрита вага | Відкрита вага    | Відкрита вага | Відкрита вага    |
| -------------- | --- | ------------- | --- | ---------------- | --- | ---------------- |
| Парні одиночки | Каролін Флорейн Нідерланди | 7:31.66       | Емма Твігг Нова Зеландія | 7:34.03          | Тара Рігні Австралія | 7:36.96          |
| Парні двійки   | Румунія Ніколета-Анкуца Боднар Сімона Радіш | 6:47.77       | Нідерланди Рос де Йонґ Лайла Юссіфу | 6:51.02          | Ірландія Саніта Пушпуре Зое Хайд | 6:52.81          |
| Парні четвірки | КНР Чень Юнься Чжан Лін Лю Ян Цуй Сяотун | 6:17.49       | Нідерланди Ніка Йоханна Вос Тесса Дюллеманс Ільзе Колкман Бенте Пауліс                                                                              | 6:18.68          | Велика Британія Джессіка Лейден Лола Андерсон Джорджина Брейшоу Люсі Гловер                                                                    | 6:21.05          |
| Двійки         | Нова Зеландія Грейс Прендергаст Керрі Говлер | 7:03.76       | Нідерланди Їмк'є Клеверінґ Веронік Местер | 7:06.02          | США Мейделін Вонамейкер Клер Коллінс | 7:08.03          |
| Четвірки       | Велика Британія Хейді Лонг Рован Маккеллар Саманта Редґрейв Ребекка Шортен                                                                                      | 6:26.40       | Нідерланди Марлус Олденбурґ Бенте Бонстра Гермейнтче Дрент Тінка Офферейнс                                                                          | 6:28.62          | Австралія Люсі Стефан Катріна Веррі Бронвін Кокс Аннабель Макінтайр                                                                            | 6:29.29          |
| Вісімки        | Румунія Марія-Магдалена Русу Юліана Бухуш Адріана Айлінкай Марія Тіводаріу Мадаліна Береш Амалія Береш Йоана Вринчану Сімона Радіш Вікторія-Стефанія Петреану c | 6:01.14       | Нідерланди Бенте Бонстра Лайла Юссіфу Гермейнтче Дрент Марлус Олденбурґ Рос де Йонґ Тінка Офферейнс Їмк'є Клеверінґ Веронік Местер Анік ван Вінін c | 6:05.04          | Канада Джессіка Севік Габріель Сміт Морган Ростс Крістен Едвардс Алексіс Кронк Кашя Ґручалла-Весєрскі Авалон Вейстніс Сідні Пейн Крістен Кіт c | 6:07.51          |
| Легка вага     | |               | |                  | |                  |
| Парні одиночки | Йонела-Лівія Козмюк Румунія | 7:42.59       | Мартіна Велдгюс Нідерланди | 7:44.48          | Джекі Кіддл Нова Зеландія | 7:44.98          |
| Парні двійки   | Велика Британія Емілі Крейґ Імоджен Ґрант | 6:54.78       | США Мері Рекфорд Мішель Зехсер | 6:57.92          | Ірландія Аойфе Кейсі Маргарет Кремен | 7:00.62          |
| Парні четвірки | Італія Іларія Корацца Джулія Міньнемі Сільвія Кросіо Аріанна Носеда                                                                                             | 6:38.14       | Не нагороджували | Не нагороджували | Не нагороджували | Не нагороджували |
| Двійки         | Італія Мартіна Цербоні Саманта Премерл | 7:38.19       | США Солвейг Імсдаль Елейн Тірні | 7:43.84          | Німеччина Софія Вольф Єва Гогофф | 7:54.97          |

### Паравеслування
| Дистанція                     | Золото                                                                                                  | Золото   | Срібло                                                                  | Срібло   | Бронза                                                                 | Бронза           |
| ----------------------------- | --- | -------- | ----------------------------------------------------------------------- | -------- | ---------------------------------------------------------------------- | ---------------- |
| PR1 парні одиночки — чоловіки | Роман Полянський Україна                                                                                | 9:03.74  | Джакомо Періні Італія                                                   | 9:08.12  | Бенджамін Прітчард Велика Британія                                     | 9:11.90          |
| PR2 парні одиночки — чоловіки | Корне де Конінг Нідерланди                                                                              | 8:52.37  | Джіан Філіппо Мірабіле Італія                                           | 9:03.33  | Пол Умбах Німеччина                                                    | 9:21.12          |
| PR3 двіки — чоловіки          | Велика Британія Олівер Стенгоуп Едвард Фуллер                                                           | 6:53.68  | Австралія Ніколас Найлс Джеймс Талбот                                   | 7:21.02  | Україна Андрій Сивих Дмитро Герез                                      | 7:29.07          |
| PR1 парні одиночки — жінки    | Бірґіт Скарстейн Норвегія                                                                               | 10:07.58 | Наталі Бенуа Франція                                                    | 10:13.10 | Анна Шеремет Україна                                                   | 10:17.45         |
| PR2 парні одиночки — жінки    | Кеті Обраєн Ірландія                                                                                    | 9:25.23  | Катрін Росс Австралія                                                   | 9:35.35  | Анна Айсанова Україна                                                  | 10:09.24         |
| PR3 двіки — жінки             | Велика Британія Вранческа Аллен Гідре Ракаускайте                                                       | 7:50.89  | Австралія Алкес Вуйллермін Александра Віней                             | 8:03.02  | Не нагороджували                                                       | Не нагороджували |
| PR2 — змішані парні двійки    | Україна Світлана Богуславська Ярослав Коюда                                                             | 8:24.47  | Польща Йоланта Майка Міхал Гадовський                                   | 8:26.95  | Франція Перл Будж Стефан Тардо                                         | 8:28.81          |
| PR3 — змішані парні двійки    | Франція Елур Алберді Лорен Кадо                                                                         | 7:35.04  | Бразилія Діана Барселос де Олівейра Валдені да Сілва Джуніор            | 7:37.16  | Україна Дарія Котик Станіслав Самолюк                                  | 7:37.18          |
| PR3 — змішані четвірки        | Велика Британія Вранческа Аллен Гідре Ракаускайте Едвард Фуллер Олівер Стенгоуп Морган Бейнхам-Вілльямс | 6:48.34  | Німеччина Сюзанн Лакнер Ян Гельміг Марк Лембек Кетрін Маршанд Інга Тоне | 7:06.94  | Франція Еріка Созо Марго Буле Ремі Таранто Лорен Кадо Емілі Аквістапас | 7:11.41          |

## Виступ української збірної
Чоловіки
| Спортсмен | Дисципліна               | Відбіркові заїзди | Відбіркові заїзди | Втішний заїзд | Втішний заїзд | Чвертьфінали | Чвертьфінали | Півфінали | Півфінали | Фінал    | Фінал  |
| Час | Місце                    | Час               | Місце             | Час           | Місце         | Час          | Місце        | Час       | Місце     |          |        |
| --- | ------------------------ | ----------------- | ----------------- | ------------- | ------------- | ------------ | ------------ | --------- | --------- | -------- | ------ |
| Микола Калашник Дніпропетровська областьПавло Юрченко Дніпропетровська областьОлександр Надтока Дніпропетровська областьІван Довгодько Дніпропетровська область | Четвірка парна           | 5:45.56           | 2 SF A/B          | Н/Д           | Н/Д           | Н/Д          | Н/Д          | 5:56.81   | 4 FB      | 5:47.85  | 1 (7)  |
| Максим Боклаженко Херсонська областьМикола Мазур КиївСергій Гринь Київська областьОлексій Селіванов Херсонська область | Четвірка                 | 6:01.13           | 3 R               | 5:56.90       | 1 SF A/B      | Н/Д          | Н/Д          | 6:06.03   | 3 FA      | 5:58.89  | 6      |
| Олександр Сидорук Херсонська областьЮрій Іванов Київська областьАндрій Качанов Київська областьІван Футрик Дніпропетровська областьАртем Верестюк Херсонська областьОлег Кравченко Дніпропетровська областьАртем Деркач Дніпропетровська областьДмитро Гула Херсонська областьОлександр Коновалюк Дніпропетровська область | Вісімка                  | 5:52.84           | 6 R               | 5:47.17       | 4 FB          | Н/Д          | Н/Д          | Н/Д       | Н/Д       | 5:50.09  | 5 (11) |
| Ігор Хмара КиївСтаніслав Ковальов Київ | Двійка парна, легка вага | 6:25.59           | 2 Q               | Н/Д           | Н/Д           | 6:22.48      | 2 SF A/B     | 6:30.20   | 3 FA      | 06:19.53 | 3      |

Жінки
| Спортсмен                                                                                             | Дисципліна     | Відбіркові заїзди | Відбіркові заїзди | Втішний заїзд | Втішний заїзд | Півфінали | Півфінали | Фінал   | Фінал |
| Час                                                                                                   | Місце          | Час               | Місце             | Час           | Місце         | Час       | Місце     |         |       |
| --- | -------------- | ----------------- | ----------------- | ------------- | ------------- | --------- | --------- | ------- | ----- |
| Анастасія Коженкова Дніпропетровська областьДіана Серебрянська Дніпропетровська область               | Двійка парна   | 7:03.26           | 3 R               | 7:08.74       | 1 SF A/B      | 6:51.65   | 4 FB      | 6:57.46 | 1 (7) |
| Дарина Верхогляд КиївНаталія Довгодько КиївКатерина Дудченко Херсонська областьЄвгенія Довгодько Київ | Четвірка парна | 6:21.85           | 1 SF A/B          | Н/Д           | Н/Д           | 6:31.52   | 2 FA      | 6:24.05 | 4     |

Паравеслування
| Спортсмен                                                           | Дисципліна                    | Відбіркові заїзди | Відбіркові заїзди | Півфінали | Півфінали | Фінал    | Фінал |
| Час                                                                 | Місце                         | Час               | Місце             | Час       | Місце     |          |       |
| ------------------------------------------------------------------- | ----------------------------- | ----------------- | ----------------- | --------- | --------- | -------- | ----- |
| Роман Полянський Одеська область                                    | PR1 парні одиночки — чоловіки | 9:24.11           | 1 SF A/B          | 9:03.67   | 2 FA      | 9:03.74  | 1     |
| Андрій Сивих Волинська областьДмитро Герез Дніпропетровська область | PR3 двіки — чоловіки          | 7:27.79           | 2 FA              | Н/Д       | Н/Д       | 7:29.07  | 3     |
| Анна Шеремет Дніпропетровська область                               | PR1 парні одиночки — жінки    | 10:16.52          | 1 FA              | Н/Д       | Н/Д       | 10:17.45 | 3     |
| Анна Айсанова Волинська область                                     | PR2 парні одиночки — жінки    | 10:09.39          | 3 FA              | Н/Д       | Н/Д       | 10:09.24 | 3     |
| Світлана Богуславська КиївЯрослав Коюда Донецька область            | PR2 — змішані парні двійки    | 8:25.21           | 1 FA              | Н/Д       | Н/Д       | 8:24.47  | 1     |
| Дарія Котик Черкаська областьСтаніслав Самолюк Волинська область    | PR3 — змішані парні двійки    | 7:37.54           | 2 FA              | Н/Д       | Н/Д       | 7:37.18  | 3     |